# Compsosoma phaleratum
Compsosoma phaleratum är en skalbaggsart som beskrevs av Thomson 1857. Compsosoma phaleratum ingår i släktet Compsosoma och familjen långhorningar. Inga underarter finns listade i Catalogue of Life.